# Bilbil czarnogłowy
Bilbil czarnogłowy (Microtarsus melanocephalos) – gatunek małego ptaka z rodziny bilbili (Pycnonotidae), występujący w lasach Azji Południowo-Wschodniej. Nie jest zagrożony.

## Systematyka
Powszechnie używana nazwa Microtarsus atriceps została zastąpiona przez Microtarsus melanocephalos (J.F. Gmelin, 1788), którą wcześniej uznawano za homonim odmiany barwnej gąsiorka – Lanius collurio, var. ε melanocephalus Gmelin, 1788. Zmianę tę wprowadził już m.in. IOC (który umieszcza gatunek w rodzaju Brachypodius) i Kompletna lista ptaków świata.
Zazwyczaj wyróżnia się cztery podgatunki M. melanocephalos:
- M. atriceps melanocephalos (Temminck, 1822) – bilbil czarnogłowy
- M. atriceps hyperemnus Oberholser, 1912 – bilbil złotoskrzydły
- M. atriceps baweanus (Finsch, 1901) – bilbil czarnoskrzydły
- M. atriceps hodiernus Bangs & J.L. Peters, 1927 – bilbil szarosterny

Opisano też kilka innych, nieuznawanych obecnie podgatunków (chalcocephalus, cinereoventris, immaculatus, major, chrysophorus). Za podgatunek M. melanocephalos uznawany był bilbil andamański (M. fuscoflavescens), mający obecnie status gatunku.

## Morfologia
Prawie całe upierzenie tego gatunku jest oliwkowożółte. Odznacza się charakterystyczną błyszczącą niebiesko-czarną głową. Spotykane są także odmienne formy tego samego gatunku, u których oliwkowożółta barwa jest zastąpiona przez kolor szary (polimorfizm).
Bilbil andamański, traktowany obecnie jako osobny gatunek, występuje na Andamanach i odznacza się bardziej oliwkową barwą upierzenia głowy.
Bilbil czarnogłowy jest bardzo podobny do bilbila czarnoczubego, posiada jednak niebieskie tęczówki (cecha słabo zauważalna u młodych osobników), szeroki żółty pas na końcówkach piór ogona. Bilbil czarnogłowy nigdy nie unosi grzebienia. Jeśli chodzi o tę cechę, trzeba zauważyć, że niektóre podgatunki bilbila czarnoczubego są również pozbawione grzebienia, ale posiadają wówczas czerwone lub żółte podgardla.

## Zasięg występowania
Poszczególne podgatunki zamieszkują:
- M. atriceps melanocephalos – północno-wschodnie Indie i wschodni Bangladesz przez Mjanmę, południowe Chiny (prowincja Junnan), Półwysep Indochiński i Malajski do zachodnich Filipin i Wielkich Wysp Sundajskich, wyspy na zachód od Sumatry (oprócz Simeulue)[6];
- M. atriceps hyperemnus – Simeulue[6];
- M. atriceps baweanus – wyspa Bawean (na północ od Jawy);
- M. atriceps hodiernus – wyspa Maratua (na wschód od Borneo).

## Ekologia i zachowanie
Bilbil czarnogłowy żywi się drobnymi owocami, zjada również owady.
Gatunek ten szuka pożywienia w małych grupach, składających się zwykle z 6 do 8 osobników.

## Status
Międzynarodowa Unia Ochrony Przyrody (IUCN) uznaje bilbila czarnogłowego za gatunek najmniejszej troski (LC – Least Concern). Liczebność populacji nie została oszacowana, ale ptak ten opisywany jest jako lokalnie pospolity w większości zasięgu występowania, choć bardzo rzadki w południowych Chinach i rzadki w Indiach. Ze względu na brak dowodów na spadki liczebności bądź istotne zagrożenia dla gatunku, BirdLife International uznaje trend liczebności populacji za prawdopodobnie stabilny.